# Rathaus (Wittislingen)

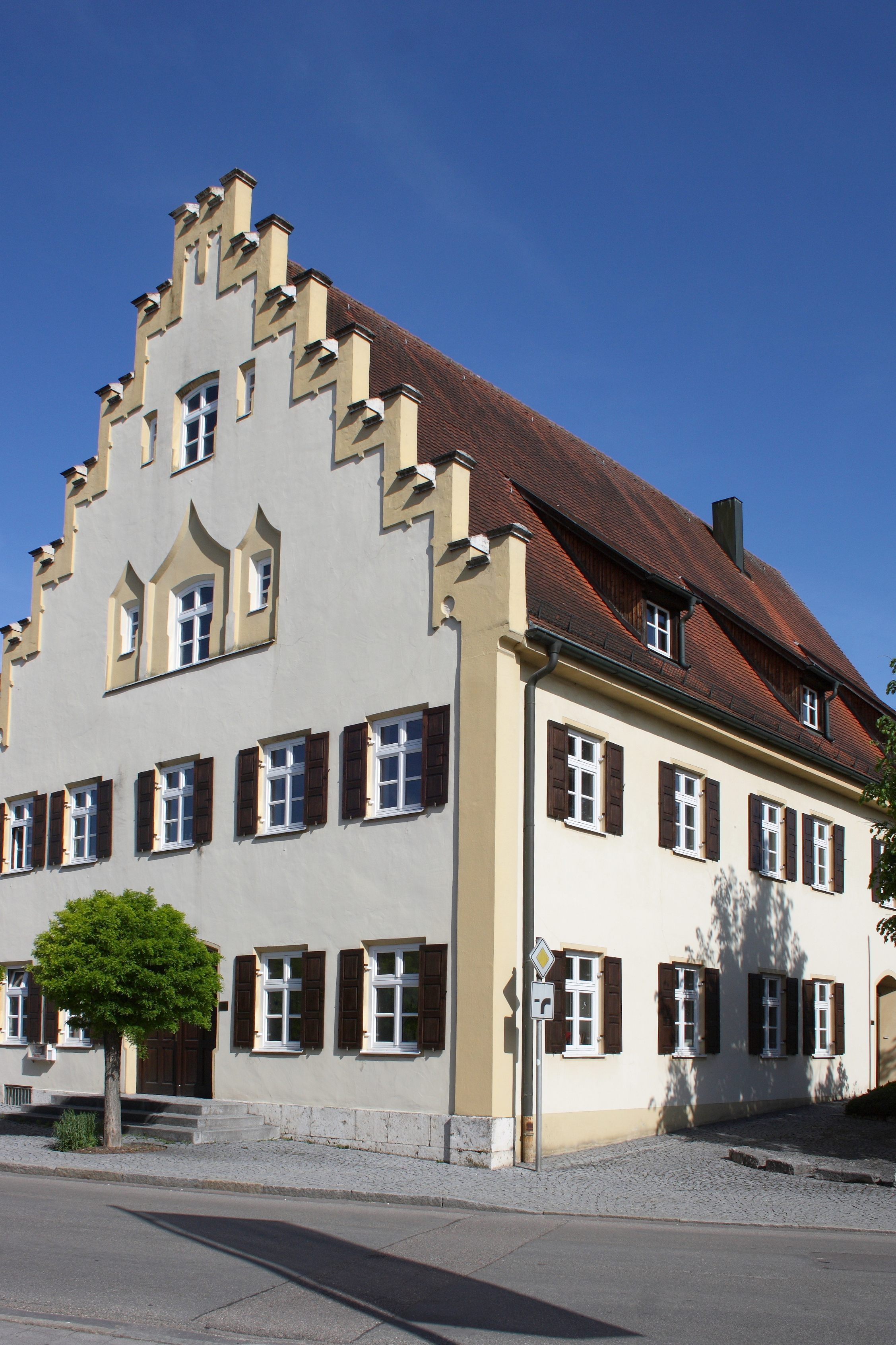
Rathaus in Wittislingen

Das Rathaus in Wittislingen, einer Gemeinde im Landkreis Dillingen an der Donau im bayerischen Regierungsbezirk Schwaben, wurde im 16. Jahrhundert errichtet. Das Rathaus am Marienplatz 8 ist ein geschütztes Baudenkmal.
Das Gebäude diente lange Zeit als Gasthaus goldener Stern, es wurde im 20. Jahrhundert zum Rathaus umgenutzt. Der zweigeschossige giebelständige Satteldachbau mit Staffelgiebel stammt im Kern aus dem 16. Jahrhundert.  Im 19. Jahrhundert wurde das Bauwerk neugotisch verändert.